# Tecido inteligente

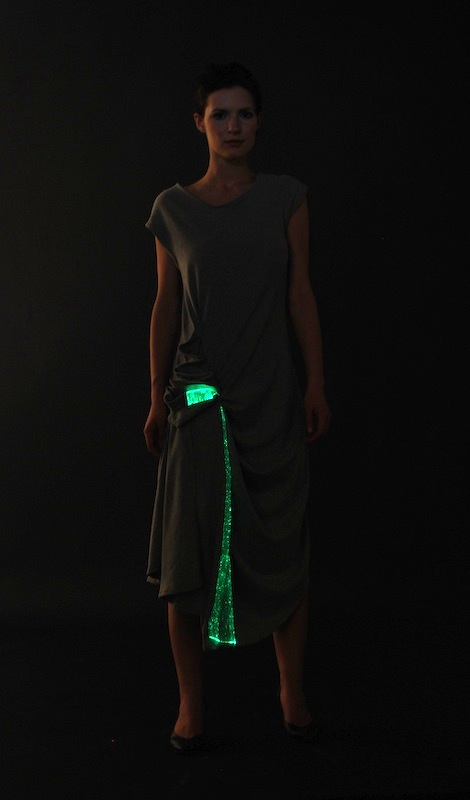
LEDs como parte de uma peça do vestuário feminino.

Os tecidos inteligentes, são tecidos que possuem componentes digitais da eletrônica e da computação embutidos em sua estrutura. Sendo parte do desenvolvimento da tecnologia vestível, estes tecidos podem também ser denominados roupa inteligente por permitirem a adição de elementos tecnológicos nas vestimentas usadas no dia-a-dia. Os tecidos eletrônicos não fazem uso completo da computação vestível, pois a ênfase é dada na integração sem costura entre o tecido e os elementos eletrônicos, como cabos, microcontroladores, sensores e atuadores. O campo da integração entre fibras texteis e componentes eletrônicos avançados é por vezes chamado "fibertrônica".
Um dos pioneiros do desenvolvimento dos tecidos inteligentes é Rehmi Post, um cientista visitante do Center for Bits and Atoms do MIT, que obteve seu M.Sc. no MIT Media Lab para o desenvolvimento do "e-broidery", um meio de embutir circuitos eletrônicos em tramas de tecidos laváveis. Exemplos de seu trabalho pioneiro nesse campo foram amplamente exibidos em coleções de museu, incluindo um empréstimo de longo prazo para o Welcome Wing do Museu de Ciências de Londres.

## Panorama
O campo dos tecidos inteligentes pode ser dividido em duas categorias principais:
- Tecidos inteligentes com dispositivos eletrônicos clássicos como fios condutores, circuitos integrados, LEDs, e baterias convencionais embutidos nas vestimentas. Esta é uma forma comum de tecido inteligente.
- Tecidos inteligentes com componentes eletrônicos modernos inteiramente embutidos nas fibras têxteis. Isto pode incluir eletrônicos passivos como fios puros, fibras têxteis condutoras, ou eletrônicos mais avançados como transistores, diodos e células solares.

Há várias pesquisas e projetos comerciais no desenvolvimento do uso de estruturas híbridas conectados a um componente ou dispositivo eletrônico clássico. Alguns exemplos são botões de toque que construídos completamente em fibras de tecido utilizando tramas de tecido condutoras, que são então conectadas a dispositivos como reprodutores de música ou LEDs que são armados em redes de fibra condutora, transformando o tecido em um display.

## Fibertrônica
Tal como na eletrônica clássica, a construção de dispositivos eletrônicos em tecidos requer o uso de materiais condutores e semicondutores, como os tecidos condutores. Há várias fibras em comercialização atualmente que utilizam fibra metálica entrelaçadas com linhas têxteis formando fibras condutoras que podem ser tecidas e cortadas. No entanto, tanto metais quanto semiconductores são materiais rígidos, não muito adequados para a composição de tecidos, observando que os tecidos são submetidos a intenso esticamento e dobras durante o uso.
Uma nova categoria de materiais eletrônicos que se adequam melhor aos tecidos inteligentes são os materiais eletrônicos orgânicos, pois estes podem ser condutores ou semicondutores e configurados em tintas ou plásticos.
Algumas das funções mais avançadas demonstradas em laboratório incluem:
- Transistores de fibra orgânica[4][5]: é a primeira fibra de transistores completamente compatível com a manufatura de tecidos e não contém metal algum.
- Células solares orgânicas sobre as fibras.[6]

### Laboratórios de pesquisa
- Virginia Tech E-Textiles Lab
- 3lectromode Studio, Concordia University
- XS Labs, Concordia University
- Article on the basis of E-Textiles
- High-Low Tech Group, MIT Media Lab
- Studio subTela, Concordia University
- Nano-Tera.ch Research: TecInTex Project
- Laboratory for Engineered Human Protection at Philadelphia University